# John Maxwell (golf)
Pour les articles homonymes, voir John Maxwell et Maxwell.
John Maxwell (Olena, Illinois, 16 juillet 1871 - Keokuk, Iowa 3 juin 1906) est un golfeur américain. En 1904, il remporta une médaille d'argent en golf aux Jeux olympiques de St. Louis, dans la catégorie par équipe. 